# Zacatecas (město)
Zacatecas je mexické město v centrální části státu. Je hlavním městem stejnojmenného státu Zacatecas. Nachází se na mexické náhorní plošině v nadmořské výšce 2 440 m n. m. Jako hlavní město státu představuje Zacatecas kulturní, ekonomické, vzdělanostní, obchodní i správní středisko celého regionu. V aglomeraci měst Zacatecas a Guadalupe v roce 2010 žilo 298 143 osob.

## Historie
Město vzniklo v rané fázi španělské kolonizace území Mexika v polovině 16. století. Jeho zakladatelem je španělský conquistador baskického původu Juan de Tolosa, zakládající listina je datována dnem 8. září 1548. Jméno města pochází od aztéckého názvu jednoho z místních indiánských kmenů, který jej získal od slova zacatl, jenž označuje druh místní trávy.
První lidé se v regionu objevili před cca 10 000 lety, kdy klima bylo teplejší a vlhčí nežli dnes. Mezi řadou různých kmenů nakonec převládli Zacatecos. Krom jiného dobývali stříbro v okolních horách, a to již dlouho před příchodem Evropanů. Právě objev těchto bohatých zásob stříbra Španěly se stal impulzem pro založení města.
8. září 1548 byla oficiálně založena pevnost nazvána Minas de Nuestra Señora de Remedios (Doly Naší paní Remedioské), o dva roky později byla založena katolická farnost. Roku 1585 bylo místo povýšeno na město s názvem Muy Noble y Leal Ciudad de Nuestra Señora de Zacatecas (Velmi ušlechtilé a spravedlivé město Naší paní zacatecaské) a získalo od krále Filipa II. Španělského svůj znak. Koncem 16. století bylo již město co do významu v těsném závěsu za Mexikem. Zacatecas se stalo jedním z nejvýznamnějších dolů na území Nového Španělska (další byly San Luis Potosí a Guanajuato). Město sloužilo jako výchozí bod pro další kolonizaci území severně od něj.
Záhy po získání nezávislosti Mexika se Zacatecas stal hlavním městem stejnojmenného státu. V polovině 20. let 19. století zde bylo otevřeno operní divadlo, pedagogická kolej, státní pokladna, Vrchní soud státu a další úřady a instituce. První železniční trať, spojující Zacatecas s Guadalupe byla dokončena roku 1880, spojení se Ciudad de México a El Pasem bylo navázáno roku 1884. Za mexické revoluce (1910–1917) byla v roce 1914 v městě svedena bitva mezi silami povstalců vedenými Franciscem Villou a vládními vojsky Victoriana Huerty; počet obětí této války byl vyčíslen na 8000.
Od roku 1993 figuruje historické centrum města na seznamu světového kulturního dědictví UNESCO.

## Fotogalerie

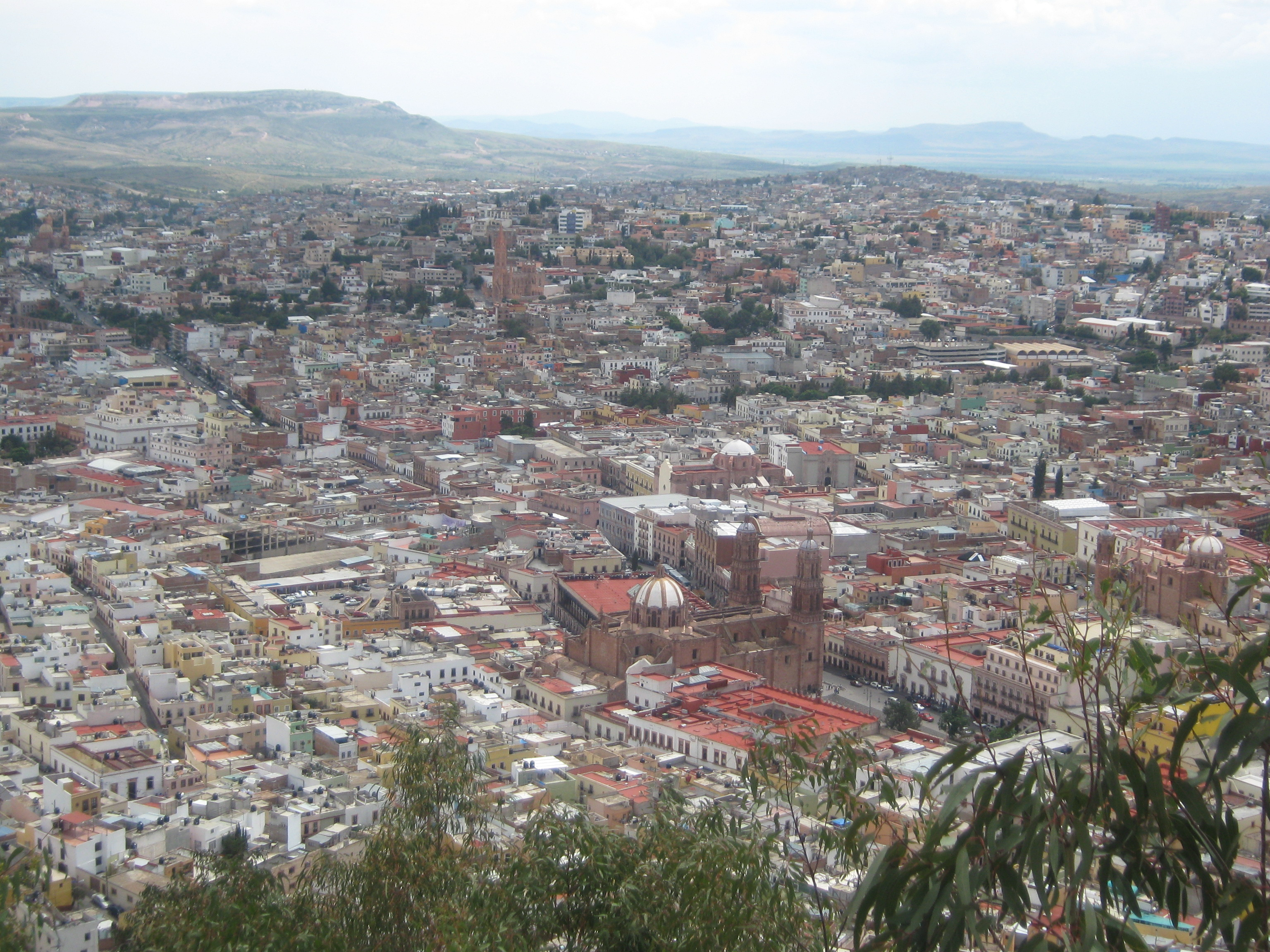
pohled na centrum města
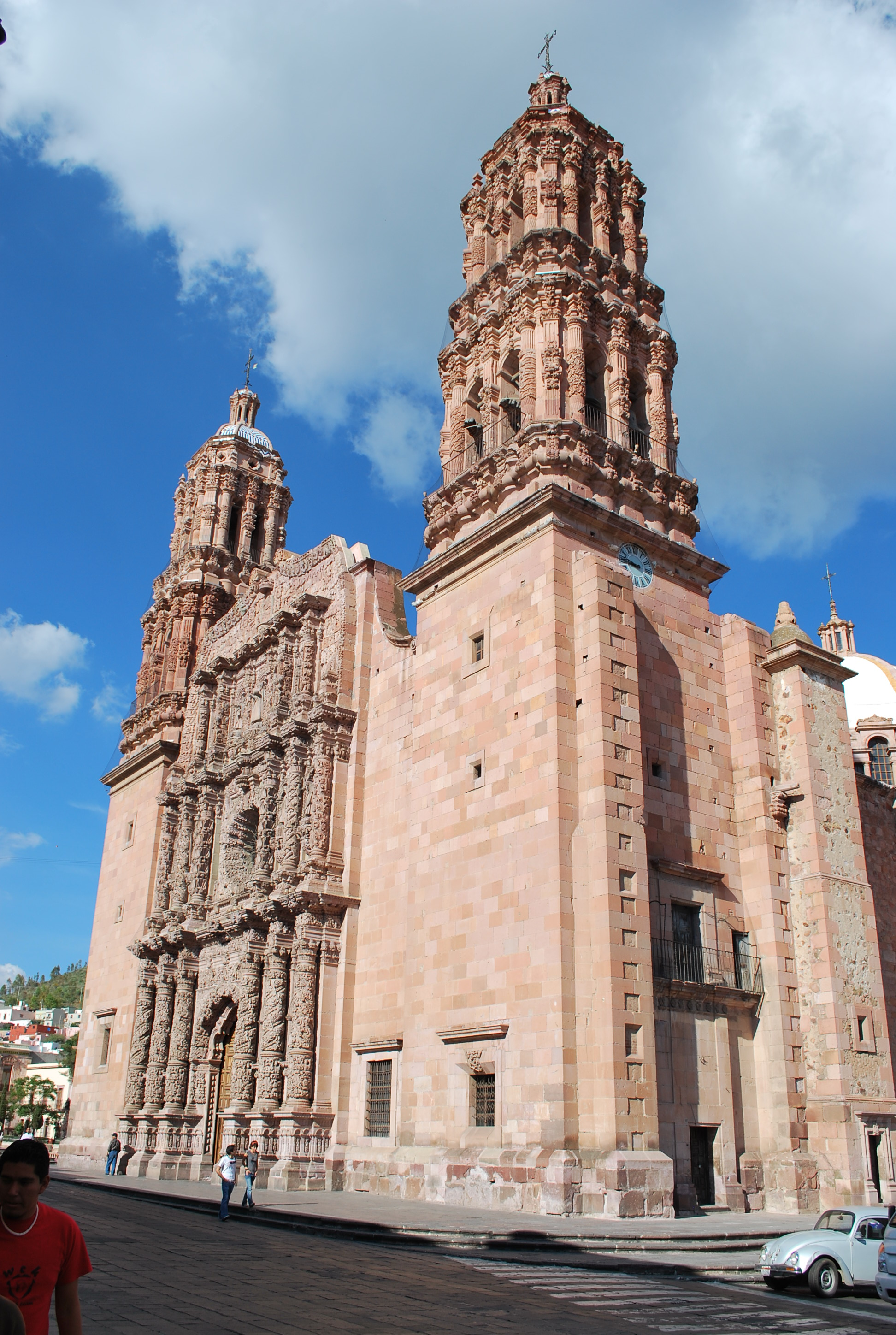
Zdejší katedrála Nanebevzetí Panny Marie
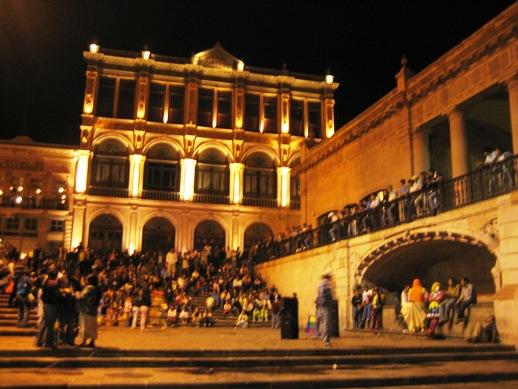
Divadlo Fernanda Calderóna
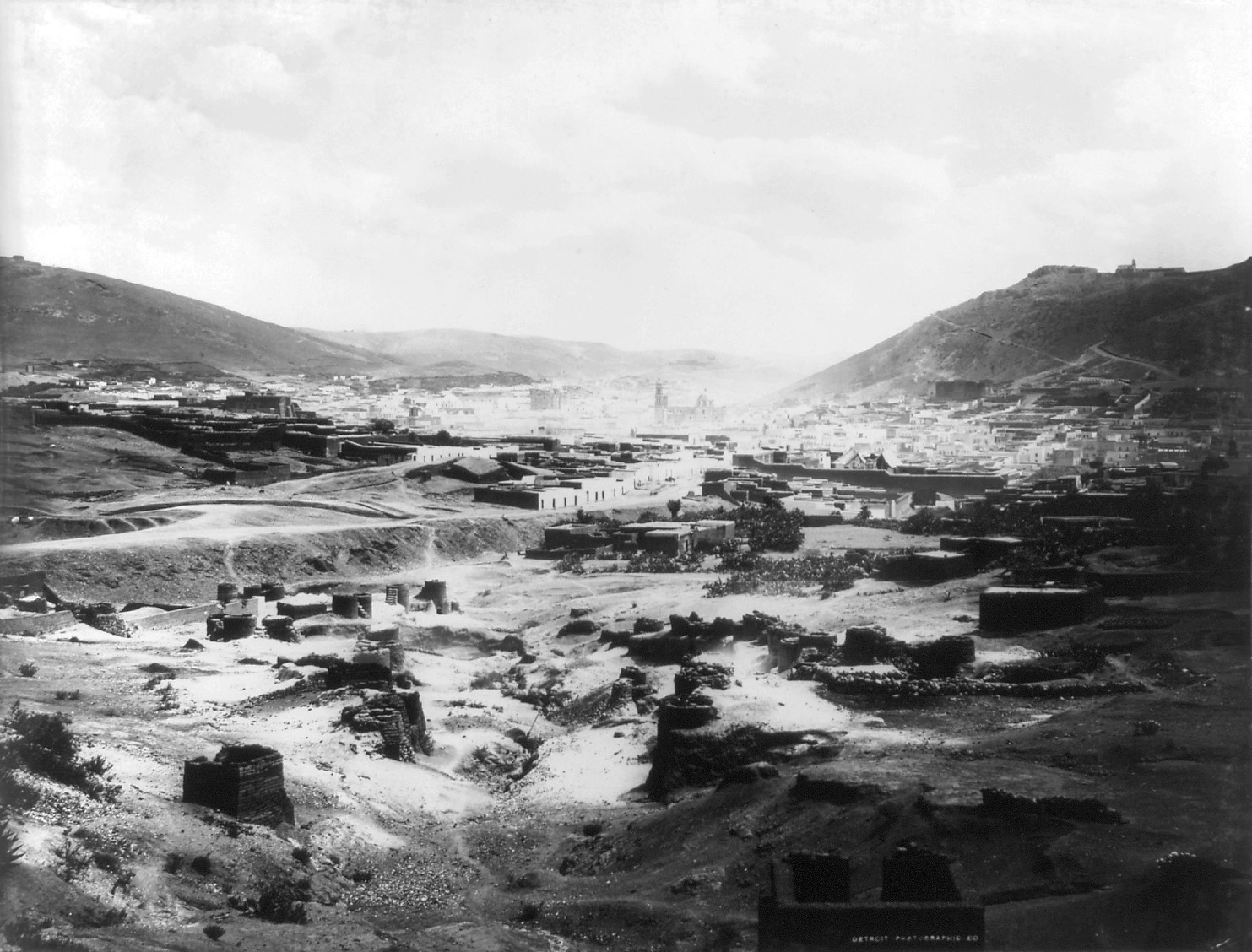
město v roce 1885